# 치코 베니몬

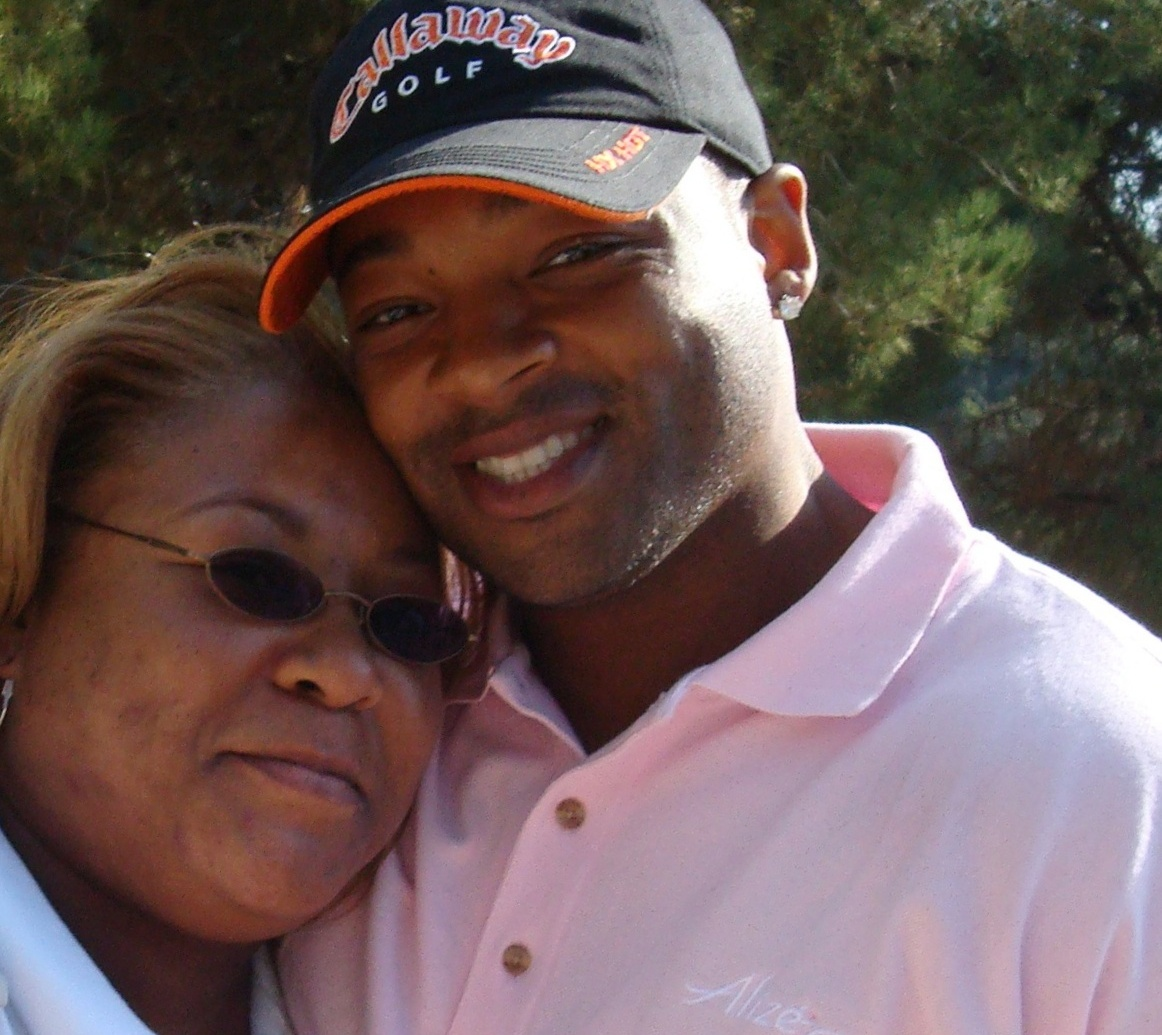

치코 베니몬(Chico Benymon, 1974년 8월 7일 ~ )은 미국의 배우, 가수이다.

## 영화
- 비코즈 아이 러브 유 (2012년)
- 블러드 라인스 (2012년)
- 인 시크니스 앤 인 헬스 (2012년) - 노먼 역
- Guardian of Eden (2012) - 라힘 역
- 스트리츠 (2011년)
- 더 트랩 도어 (2011년)
- 스피드-데이팅 (2010년)
- 나이트 테일즈 - 더 무비 (2008년)
- 인생은 동화가 아니다: 판타지아 바리노 이야기 (2006년) - 로드니 버크스 역
- 더 게임 (2006년) - 데이먼 에인슬리 역